# PGC 1381031
LEDA/PGC 1381031 ist eine Galaxie im Sternbild Löwe auf der Ekliptik, die schätzungsweise 493 Millionen Lichtjahre von der Milchstraße entfernt ist. Im selben Himmelsareal befinden sich u. a. die Galaxien NGC 3492, IC 663, IC 664, IC 666.